# Figueira (Paraná)
Figueira  este un oraș în Paraná (PR), Brazilia.